# Giorgio Ferrini
Giorgio Ferrini (18. srpna 1939, Roncello, Italské království – 8. listopadu 1976, Turín, Itálie) byl italský fotbalový záložník. S 566 starty v dresu Turína, je na 1. místě v počtu utkání v historii klubu.

## Kariéra

### Klubová
Fotbalovou kariéru začal již od malička v Ponzianě. V roce 1955 odešel do Turína, kde hrál nejprve za mládež a od roku 1958 již za dospělé, ale v třetiligovém Varese, kde byl poslán na hostování. V následující sezoně po návratu z hostování byl stálým hráčem základní sestavy býků ve 2. lize a pomohl klubu k postupu do nejvyšší ligy. Poté již žádný jiný dres neoblékl. Za býky hrál 16 sezon z toho 12 jej vedl jako kapitán. Vyhrál dvakrát Italský pohár (1967/68 a 1970/71) a třikrát byl poražen ve finále. Nejlepšího umístění v lize bylo 2. místo v sezoně 1971/72. Celkem odehrál za Turín 566 utkání a vstřelil 56 branek. Vlastní sedm rekordů v klubu.

### Reprezentační
Byl nominován na OH 1960, kde odehrál tři zápasy a obsadil 4. místo. Oficiální první zápas za národní tým odehrál 13. května 1962 proti Belgii (3:1). Zúčastnil se MS 1962, kde odehrál dva zápasy. Při druhém utkání dostal již v 8. minutě červenou kartu. S reprezentací byl na ME 1968 kterou vyhrál a finálový zápas proti Jugoslávii byl poslední zápas za reprezentaci.  V národním týmu nastoupil k 7 zápasům.

## Po kariéře
Po ukončení fotbalové kariéry se stal asistentem trenéra Turína a hned v první sezoně slavil titul. Jenže během sezony 1976/77 měl dvakrát krvácení do mozku a po druhé operaci v 8. listopadu 1976 ve věku 37 let zemřel.
Dne 3. října 2024 byla ve čtvrti Villaretto  v Turíně po něm pojmenována ulice.

## Statistika

### Klubová
| Sezóna          | Klub            | Liga            | Liga   | Liga | Ligové poháry | Ligové poháry | Ligové poháry | Kontinentální poháry | Kontinentální poháry | Kontinentální poháry | Celkem | Celkem |
| Sezóna          | Klub            | Soutěž          | Zápasy | Góly | Soutěž        | Zápasy        | Góly          | Soutěž               | Zápasy               | Góly                 | Zápasy | Góly   |
| --------------- | --------------- | --------------- | ------ | ---- | ------------- | ------------- | ------------- | -------------------- | -------------------- | -------------------- | ------ | ------ |
| 1958/59         | Varese          | Serie C         | 34     | 10   | IP            | 2             | 1             | -                    | 0                    | 0                    | 36     | 11     |
| 1959/60         | Turín           | Serie B         | 38     | 3    | IP            | 2             | 0             | -                    | 0                    | 0                    | 40     | 3      |
| 1960/61         | Turín           | Serie A         | 32     | 2    | IP            | 1             | 0             | Stř.P                | 1                    | 0                    | 34     | 2      |
| 1961/62         | Turín           | Serie A         | 32     | 3    | IP            | 0             | 0             | -                    | 0                    | 0                    | 32     | 3      |
| 1962/63         | Turín           | Serie A         | 34     | 2    | IP            | 4             | 1             | Stř.P                | 2                    | 0                    | 40     | 3      |
| 1963/64         | Turín           | Serie A         | 32     | 7    | IP            | 5             | 1             | -                    | 0                    | 0                    | 37     | 8      |
| 1964/65         | Turín           | Serie A         | 33     | 10   | IP            | 2             | 0             | PVP                  | 9                    | 0                    | 43     | 10     |
| 1965/66         | Turín           | Serie A         | 28     | 1    | IP            | 0             | 0             | Vel.P                | 1                    | 0                    | 29     | 1      |
| 1966/67         | Turín           | Serie A         | 33     | 2    | IP            | 3             | 0             | -                    | 0                    | 0                    | 36     | 2      |
| 1967/68         | Turín           | Serie A         | 28     | 4    | IP            | 10            | 2             | Int.                 | 3                    | 1                    | 41     | 7      |
| 1968/69         | Turín           | Serie A         | 18     | 2    | IP            | 11            | 1             | PVP                  | 3                    | 0                    | 32     | 3      |
| 1969/70         | Turín           | Serie A         | 22     | 4    | IP            | 11            | 3             | -                    | 0                    | 0                    | 33     | 7      |
| 1970/71         | Turín           | Serie A         | 21     | 0    | IP            | 11            | 1             | Stř.P                | 2                    | 0                    | 34     | 1      |
| 1971/72         | Turín           | Serie A         | 23     | 2    | IP            | 5             | 1             | PVP                  | 6                    | 0                    | 34     | 3      |
| 1972/73         | Turín           | Serie A         | 29     | 0    | IP            | 4             | 0             | PU                   | 2                    | 0                    | 35     | 0      |
| 1973/74         | Turín           | Serie A         | 23     | 0    | IP            | 4             | 1             | PU                   | 2                    | 0                    | 29     | 1      |
| 1974/75         | Turín           | Serie A         | 17     | 0    | IP            | 7             | 0             | PU                   | 2                    | 0                    | 26     | 0      |
| Celkem za Turín | Celkem za Turín | Celkem za Turín | 443    | 42   | -             | 80            | 11            | -                    | 33                   | 1                    | 556    | 54     |
| Celkově         | Celkově         | Celkově         | 477    | 52   | -             | 82            | 12            | -                    | 33                   | 0                    | 592    | 65     |

### Reprezentační

#### Statistika na velkých turnajích
| Reprezentace | Rok     | Zápasy              | Zápasy | Zápasy        | Zápasy           | Zápasy           | Zápasy       |
| Reprezentace | Rok     | Fáze turnaje        | Datum  | Soupeř        | Odehraných minut | Vstřelené branky | Výsledek     |
| ------------ | ------- | ------------------- | ------ | ------------- | ---------------- | ---------------- | ------------ |
| Itálie       | OH 1960 | 1. zápas ve skupině | 26. 8. | Tchaj-wan     | 90               | 0                | 4:1          |
| Itálie       | OH 1960 | 3. zápas ve skupině | 1. 9.  | Brazílie      | 90               | 0                | 3:1          |
| Itálie       | OH 1960 | Semifinále          | 5. 9.  | Jugoslávie    | 120              | 0                | 1:1 v prodl. |
| Itálie       | MS 1962 | 1. zápas ve skupině | 31. 5. | NSR           | 90               | 0                | 0:0          |
| Itálie       | MS 1962 | 2. zápas ve skupině | 2. 6.  | Chile         | 8                | 0                | 0:2          |
| Itálie       | ME 1968 | Semifinále          | 5. 6.  | Sovětský svaz | 120              | 0                | 0:0          |
| Itálie       | ME 1968 | Finále č.1          | 8. 6.  | Jugoslávie    | 120              | 0                | 1:1          |

## Úspěchy

### Klubové

#### Národní
- vítěz italského poháru (2x)

Turín: 1967/68, 1970/71

### Reprezentační
- 1× na MS (1962)
- 1× na ME (1968 - zlato)
- 1× na OH (1960)